# Colorful Caribbean
|  | Denne artikel er oprettet af botten Steenthbot ud fra en ekstern database. Den kan derfor have sproglige fejl eller mangler. Denne skabelon kan fjernes efter kontrol af indholdet. |

Colorful Caribbean er en amerikansk dokumentarisk optagelse fra 1936 instrueret af Rudolph W. Mueller.

## Handling
Tidlig farvefilm fra det caribiske øhav.
Rudolph Mueller og hans danske kone Karen Mueller rejste i 1935 eller 1936 rundt i det caribiske øhav med et smalfilmskamera.
De rejste med dampskib til Porto Rico, Curacao og Cartagena i Columbia. Kameraet fanger adskillige stemningsbilleder fra by og havn og f.eks. ses et tysk skib bemandet med "Typiske unge mænd fra Hitlers 3. rige". På Curacao, en tidligere hollandsk koloni, møder vi hollandsk arkitektur og flotte biler og i Columbia er der nærmest western-stemning med støvede veje og æsler belæsset med vandtønder. Studèr også arbejdsforholdene under losning af varer fra skib - tiden før europapallens opfindelse.